# کهک (قم)
کَهَک، مرکز شهرستان کهک و یکی از شهرهای استان قم در ایران است. یکی از کسب و کارهای مردم این شهر کشاورزی است و تبحر خاصی نیز در خیاطی دارند.

## جمعیت
جمعیت این شهر بر اساس سرشماری سال ۱۳۹۵، برابر با ۴٬۸۳۷ نفر (۱٬۴۸۰ خانوار) بوده‌است.

## پیشینه
نام شهر کهک مدتی نوفل لوشاتو بود که برگرفته از روستای نوفل‌لوشاتو در نزدیکی پاریس بوده که اقامگاه سید روح‌الله خمینی برای چند ماه بوده‌است. در تاریخ ۹۷/۱۲/۲۶ با تصویب هیئت دولت دوباره اسم این شهر از نوفل لوشاتو به کهک بازگشت.

## آب و هوا و اقلیم
اقلیم شهر کهک معتدل و خشک است و تابستان‌هایی معتدل و نسبتاً خنک و زمستان‌هایی سرد دارد.

## جاذبه‌های گردشگری
- خانه حکیم ملاصدرا

خانه ملاصدرا، اقامت‌گاه ملاصدرای شیرازی فیلسوف و حکیم اسلامی بوده‌است و وی به دلیل آزار متعصبان به‌ویژه حاج ابوالفضل خان حاج اسماعیلی از سرمایه داران خاموش کهک قرار گرفت و درس خود در شیراز را رها کرد و ۱۵ سال در کهک به گوشه‌نشینی، عبادت، و تفکر پرداخت. 
- آب‌انبار کهک
- قلعه عبدالله
- مسجد جامع کهک
- خانه شیخ باقر عربشاهی
- امامزاده زینب خاتون

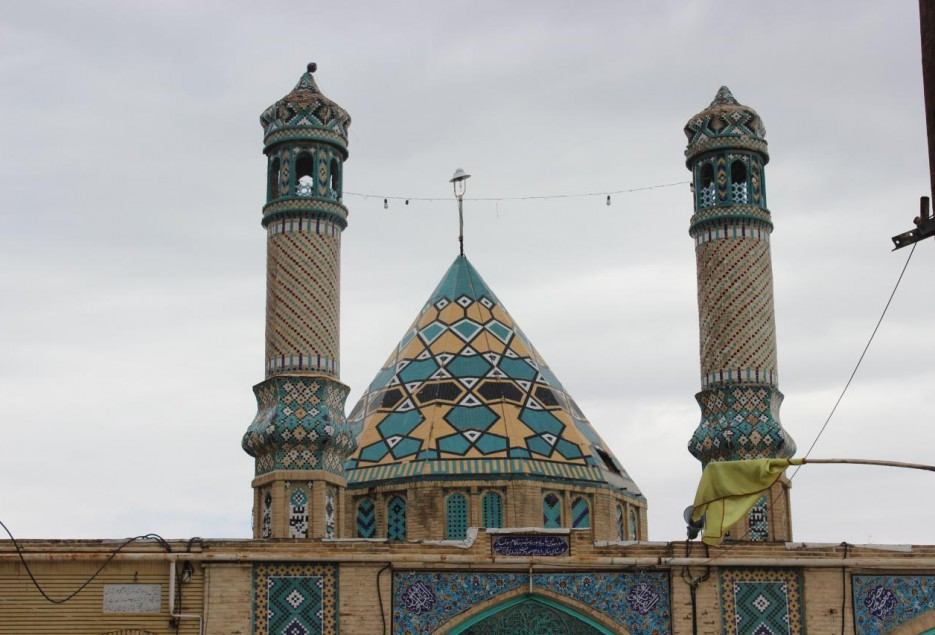
امامزاده زینب خاتون کهک

- سرو بزرگ دشت آبفین با قدمت بیش از ۱۲۰۰ سال.
- چنار محله عمران آباد
- قنات زیبای مزرعه آبنو
- مزرعه‌های آلیجه باشیون
- مزرعه نو

- مزرعه سرباغان

## زیر ساخت های شهری

### فضای سبز شهری
- پارک لاله کهک: این پارک در کمربندی شهر کهک قرار گرفته‌است.
- بوستان شهدای گمنام

### معابر و میدان های مهم
- خیابان حضرت ابوالفضل(ع)
- خیابان معلم
- خیابان جهاد
- خیابان ملاصدرا
- بلوار خلیج فارس
- میدان ملاصدرا

### فضاهای فرهنگی
- کتابخانه عمومی ملاصدرا